# Румункі-Хвали
Румункі-Хвали (пол. Rumunki-Chwały) — село в Польщі, у гміні Росьцишево Серпецького повіту Мазовецького воєводства.
Населення — 85 осіб (2011).
У 1975-1998 роках село належало до Плоцького воєводства.

## Демографія
Демографічна структура станом на 31 березня 2011 року:
|          | Загалом | Допрацездатний вік | Працездатний вік | Постпрацездатний вік |
| -------- | ------- | ------------------ | ---------------- | -------------------- |
| Чоловіки | 43      | 6                  | 32               | 5                    |
| Жінки    | 42      | 8                  | 23               | 11                   |
| Разом    | 85      | 14                 | 55               | 16                   |